# I Kill Giants
I Kill Giants (Jag dödar jättar) är en amerikansk tecknad serie skapad av Joe Kelly och J.M. Ken Niimura. Den blev publicerad av Image Comics mellan juli 2008 och januari 2009.
Serien handlar om flickan Barbara Thorson som lever i en värld med giganter och titaner.